# يشار كريدلي
يشار كريدلي (بالتركية: Yaşar Giritli)‏ (مواليد 1 أغسطس 1969) هو ملاكم تركي، مثّل بلاده في الألعاب الأولمبية الصيفية 1996.

## روابط خارجية
يشار كريدلي على موقع أوليمبيديا (الإنجليزية)